# Шанбай
Шанбай, Шанабай (каз. Шаңбай, Шанабай) — озеро в Жамбылском районе Северо-Казахстанской области Казахстана. Находится в 6 км к юго-западу от села Кара-Камыс и юго-востоке села Бауманское.
По данным топографической съёмки 1944 года, площадь поверхности озера составляет 1,23 км². Наибольшая длина озера — 1,9 км, наибольшая ширина — 0,9 км. Длина береговой линии составляет 4,8 км, развитие береговой линии — 1,21. Озеро расположено на высоте 159,3 м над уровнем моря.